# Berlin, Eastern Cape
Berlin este un oraș în provinciei Eastern Cape, republicii Africa de Sud.